# Camponotus planus
Camponotus planus är en myrart som beskrevs av Smith 1877. Camponotus planus ingår i släktet hästmyror, och familjen myror.

## Underarter
Arten delas in i följande underarter:
- C. p. fernandinensis
- C. p. fidelis
- C. p. hephaestus
- C. p. indefessus
- C. p. isabelensis
- C. p. peregrinus
- C. p. pinzonensis
- C. p. planus
- C. p. sansalvadorensis
- C. p. santacruzensis

## Bildgalleri

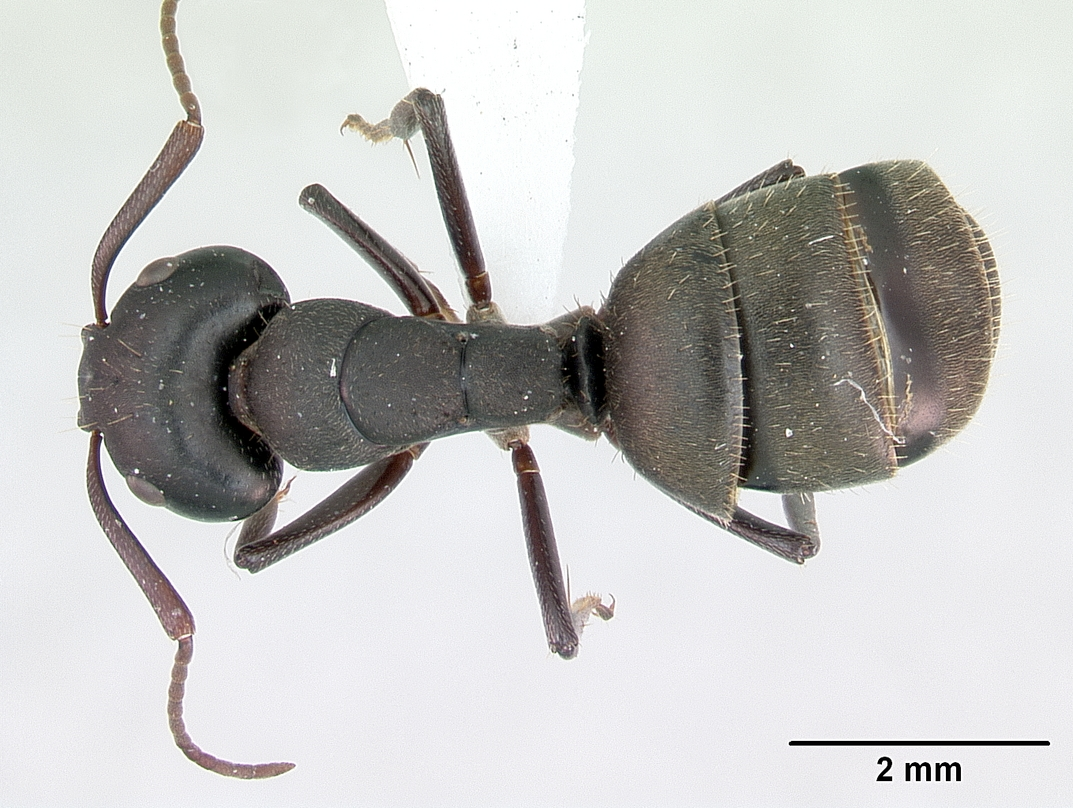
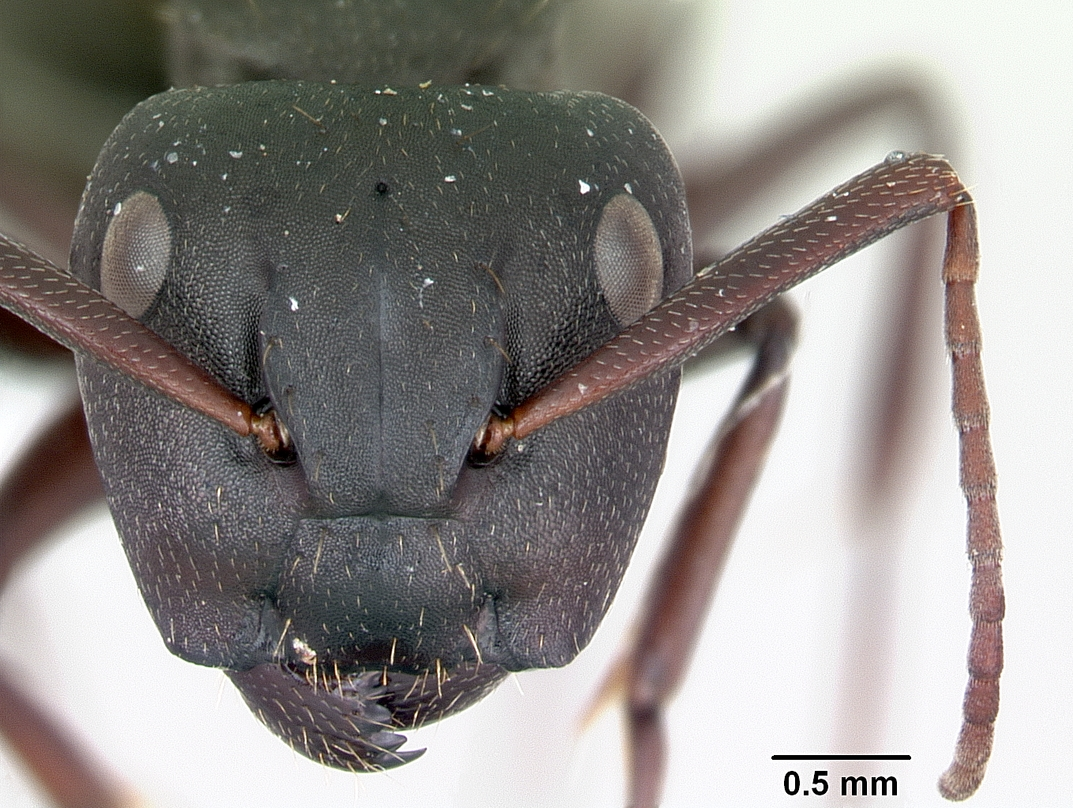
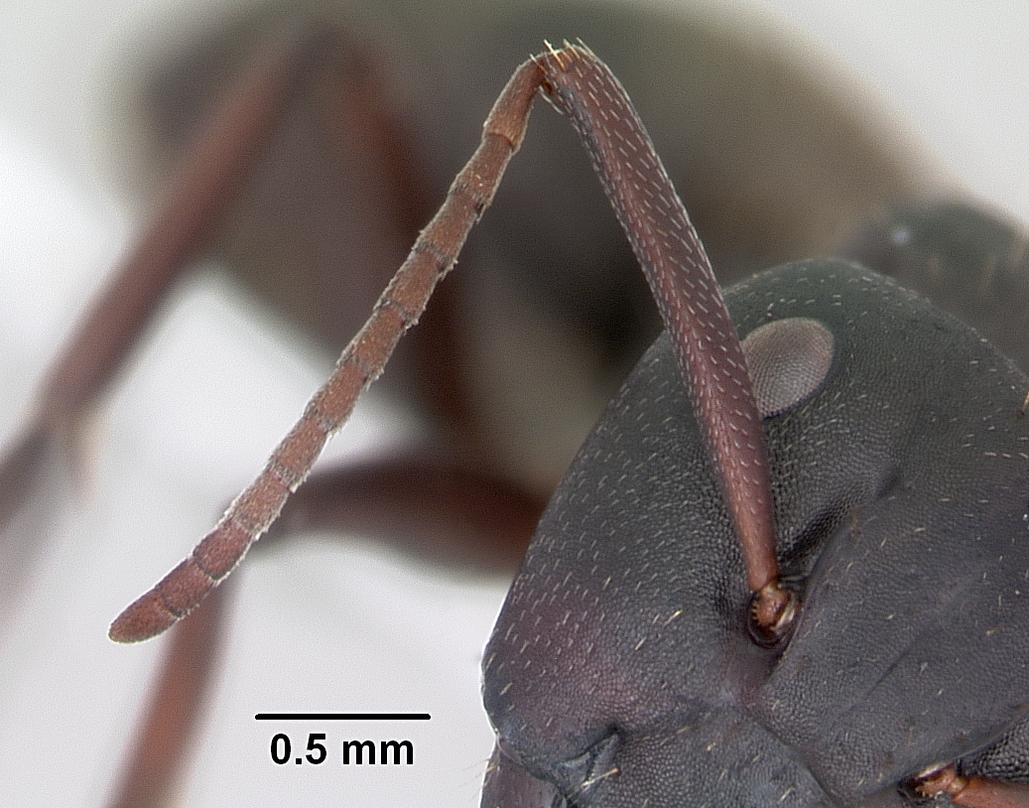
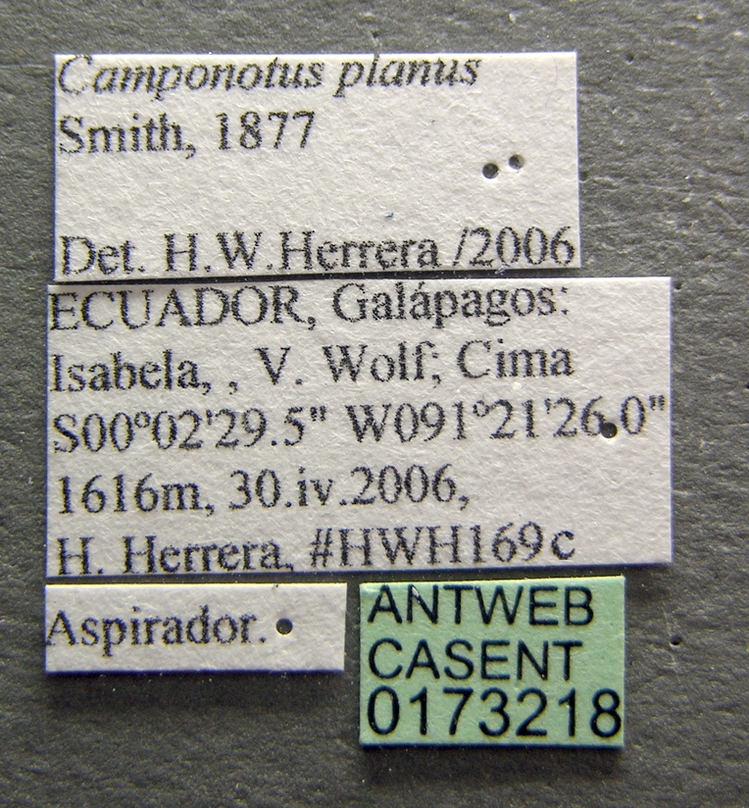
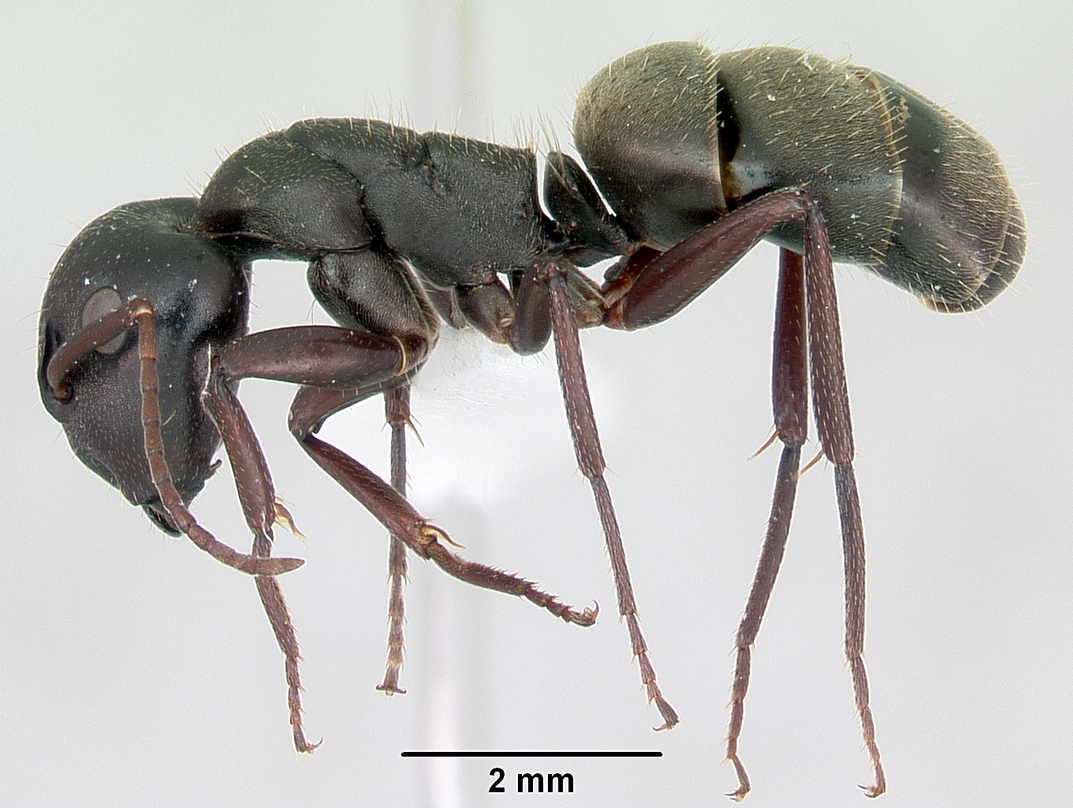
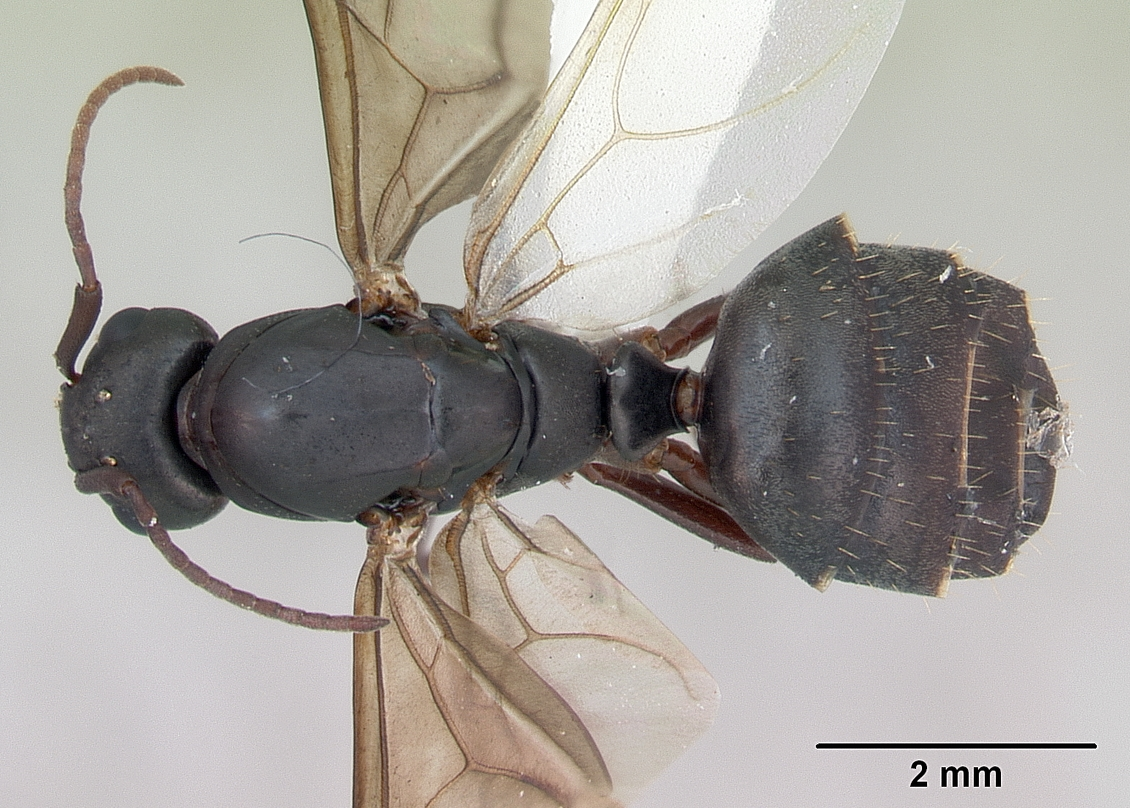